# Championnat d'Europe de saut d'obstacles 1965
Navigation
Édition précédente Édition suivante
Le championnat d'Europe de saut d'obstacles 1965, septième édition des championnats d'Europe de saut d'obstacles, a eu lieu en 1965 à Aix-la-Chapelle, en Allemagne de l'Ouest. Il est remporté par l'Allemand Hermann Schridde.